# Apyretina pentagona
Apyretina pentagona är en spindelart som först beskrevs av Simon 1895.  Apyretina pentagona ingår i släktet Apyretina och familjen krabbspindlar.
Artens utbredningsområde är Madagaskar. Inga underarter finns listade i Catalogue of Life.